# غادسيات
الغادُسيات أو الغادُسية (الاسم العلمي Gadidae)، فصيلة أسماك بحرية من شعاعيات الزعانف ورتبة غادسيات الشكل.